# Prefecto (autoridad)

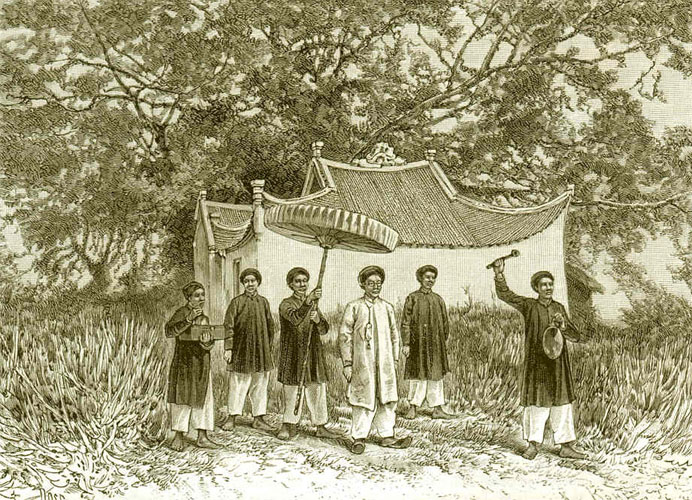
Prefecto de Phu Doan, 1884

Un Prefecto es una autoridad administrativa descendiente de la línea nacional del Gobierno. Rige los asuntos de la Administración Interna y de Seguridad Interna, en el ámbito territorial al que es designado. Protege los intereses de la nación ante la posibilidad de desorden y anarquía de las autoridades locales.
Los prefectos normalmente se encuentran en países unitarios (no federados) y son los que llevan la voz del gobierno las poblaciones regiones y provincias. Tienen bajo su mando a los Subprefectos, Gobernadores o Tenientes Gobernadores. En algunos casos el nombre de prefecto cambia a Intendente.
Cuando en un país unitario, una de sus provincias adquiere autonomía, la figura del prefecto es reemplazada por un Delegado del Gobierno Nacional. Los países unitarios aplican, por lo tanto, el Sistema Prefectural y el Sistema Municipal.
En los países federados la figura del Prefecto es reemplazada por un Gobernador electo por voto popular, que no tiene vínculo de dependencia del Gobierno Nacional. Las Autoridades de la línea prefectural son normalmente designados a confianza del Presidente de la República o Jefe de la Monarquía. 